# Brygada Kawalerii „Edward”
Brygada Kawalerii „Edward” (BK „Edward)” – wielka jednostka kawalerii Wojska Polskiego improwizowana w czasie kampanii wrześniowej 1939.
20 września, na postoju w Białowieży, gen. Podhorski dokonał reorganizacji Suwalskiej Brygady Kawalerii i części Podlaskiej BK, tworząc Dywizję Kawalerii „Zaza“. Brygada „Edward” weszła w skład dywizji. 27 września BK „Edward” przeprawiła się pod Kijanami. W dniach 2–5 października 1939 brygada walczyła w bitwie pod Kockiem.

## Organizacja i obsada personalna
Stan na dzień 20 września:
- Dowództwo Brygady Kawalerii „Edward”
  - dowódca brygady – płk Edward Milewski
- 3 pułk Szwoleżerów Mazowieckich – mjr Edward Witkowski
- 1 pułk Ułanów Krechowieckich – ppłk Karol Anders
- 3 pułk strzelców konnych – ppłk dypl. Jan Małysiak
- 4 dywizjon artylerii konnej – ppłk Ludwik Kiok
- batalion piechoty „Olek”
- batalion piechoty „Wilk”
- szwadron pionierów nr 11